# Eksistentiel ledelse
Eksistentiel ledelse (eng. existential leadership) er er en tilgang til ledelsesteori og -praksis, der er baseret på eksistentiel filosofi. Der lægges derfor vægt på valg, ansvar og mening i ledelse samt grundlæggende spørgsmål om liv og frihed. Eksistentiel ledelse søger at integrere disse filosofiske principper i ledelsespraksis for at skabe meningsfuld og autentisk ledelse.
Eksistentiel ledelse er ikke kun relevant for individuel udvikling, da den også kan anvendes på organisatorisk niveau for at skabe en meningsfuld og formålsdrevet virksomhedskultur. Det er vigtigt at bemærke, at denne tilgang ikke nødvendigvis er en erstatning for andre ledelsestilgange, men snarere en supplerende tilgang, der fokuserer på de dybere aspekter af den menneskelige erfaring. Eksistentiel ledelse kan betragtes som beslægtet med eller som en form for spirituel ledelse.

## Hovedtræk
Eksistentiel ledelse er ledelse, der fokuserer på lederens eksistens og væren og derfor lægger vægt på filosofiske begreber som mening. Ledelse må være autentisk og ikke blot mekanisk..
Denne tilgang fokuserer på at integrere eksistentielle spørgsmål og værdier i ledelsespraksis og arbejdsmiljøet. Eksistentiel ledelse søger at skabe meningsfulde og autentiske organisationer ved at adressere dybere spørgsmål om livets formål, ansvar, frihed og samarbejde.
Eksistentiel ledelse erkender vigtigheden af at skabe meningsfuldhed i arbejdet. Dette indebærer at forstå og kommunikere organisationens overordnede mission og mål på en måde, der motiverer og inspirerer medarbejderne.
Eksistentiel ledelse opmuntrer til at tage personligt ansvar og udnytte friheden til at træffe valg. Dette inkluderer at give medarbejdere autonomi og støtte dem i at tage initiativ og bidrage aktivt til organisationen.
Eksistentiel ledelse understreger betydningen af forbindelse mellem medarbejdere og mellem ledelse og medarbejdere. Den fokuserer på at opbygge meningsfulde relationer og fremme samarbejde for at opnå fælles mål.
Eksistentiel ledelse værdsætter balancen mellem arbejds- og privatliv og anerkender, at medarbejdere har et bredere liv uden for arbejdet, der også påvirker deres trivsel og præstation.
Internationalt er tilgangen især blevet promoveret af Joe Kelly og Louise Kelly samt John Lawler. Desuden af Monica Hanaway, der har skrevet flere bøger om emnet. Hun viser, at i det 21. århundrede er det mere vigtigt, at lederen kan være autentisk og bidrage til at skabe mening. Ansvar og valg bliver særligt vigtigt for denne leder.

## Skandinavien
I Skandinavien har den eksistentielle praksis fået den største udbredelse i Sverige, og flere forfattere som blandt andre Anna Rosengren har skrevet om eksistentiel ledelse.
I Danmark findes der også repræsentanter for denne tilgang til ledelse, og kendt er blandt andet den danske teolog Camilla Sløk, der skrev ph.d. om Luther og sjælesorg. Hun inddrager teologiske begreber og teorier i forståelsen af eksistentiel ledelse. Her må lederen være i stand til at påtage sig et ansvar, i stedet for at undvige, og dermed have et blik for etik og omsorg. Det indebærer sans for de eksistentielle dramaer i organisationer. Hendes tilgang tager både udgangspunkt i Martin Luther, Søren Kierkegaard og Jean-Paul Sartre.
Desuden har den danske ledercoach Anja Elfrida Hald skrevet en bog, der handler om lederskab med mening. Hendes særlige grundlag er meningspsykologien, hvor hun er inspireret af den østrigske læge Viktor Frankl.

## Beslægtede områder

### Eksistentiel arbejds- og organisationspsykologi
Den eksistentielle tilgang har fået betydning i arbejds- og organisationpsykologi: Psykologen Karen Schultz udgav i 2000 bogen Eksistens i arbejdslivet, der ser på, hvordan der kan skabes mening for medarbejdere og virksomheder i organisationer. Det sker ved at integrere de eksistentielle dimensioner i arbejdet. På den måde kan virksomheden forholde sig til medarbejdernes eksistens.

### Eksistentiel coaching
Eksistentiel coaching er en form for personlig udviklingscoaching, der trækker på principper og ideer fra eksistentiel filosofi og psykologi. Eksistentiel coaching fokuserer på at hjælpe enkeltpersoner med at udforske og forstå de grundlæggende eksistentielle spørgsmål og udfordringer, som livet præsenterer.
Monica Hanaway har også skrevet om eksistentiel coaching, der bruges i organisationer. Det handler blandt andet om at løfte medarbejdernes mulighed for at finde mening i arbejdet.